# Brattahlíð

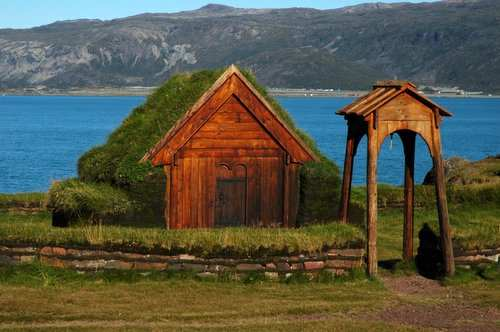
Riproduzione del XXI secolo della chiesa di Thjodhild, con sullo sfondo il fiordo di Tunulliarfik (chiamato Eriksfjord)

Brattahlíð (traslitterato in Brattahlid) è stata la proprietà di Erik il Rosso, fondata da lui nella colonia vichinga dell'Insediamento Orientale, in Groenlandia sud-occidentale, verso la fine del X secolo. L'attuale insediamento di Qassiarsuk, circa 5 km a sudovest di Narsarsuaq, si trova nello stesso posto. Il sito dista circa 96 km dall'oceano, sulla punta del fiordo di Tunulliarfik, ed è quindi colpito dalle tempeste oceaniche. Erik ed i suoi discendenti vissero qui fino alla fine del XV secolo. Il nome Brattahlid significa "il ripido pendio".

## Chiesa
A Brattahlíð si trova probabilmente la prima chiesa del Nuovo Mondo: Þjóðhildarkirkja (chiesa di Thjodhild, ora una piccola cappella). Una recente ricostruzione di questa cappella si trova oggi a poca distranza dal luogo originario, assieme alla copia di una casa lunga norrena.
Sul sito della chiesa principale, costruita dopo che i normanni si convertirono al Cristianesimo, gli studiosi hanno rinvenuto frammenti fusi di campane in metallo, e pietre di fondamenta della chiesa e di altri edifici sopravvissuti fino al XX secolo, resti di una probabile fucina. Questa chiesa (non la cappella di Thjodhild) misurava 12,5 per 4,5 metri ed aveva due entrate, con quello che sembra evidente fosse un cuore al centro. Sembra che l'edificio sia stato distrutto da un incendio. La chiesa, probabilmente del XIV secolo, potrebbe essere stata eretta sulle rovine di una chiesa più antica. Il giardino della chiesa contiene lapidi, e su una di queste c'è incisa una croce. Su un'altra lapide c'è incisa la scritta runica "Ingibjørg's Grave". Ancora nel 2006 le pietre segnavano chiaramente il confine della chiesa, dato che probabilmente erano state spostate di recente; i turisti possono anche visitare il vicino cimitero.

## Fattoria
Una vicina fattoria misurava 53 per 14 metri, ed aveva mura in pietra spesse circa 1,5 metri. All'interno aveva un pavimento in pietra. Alcuni edifici erano ancora in piedi nel 1953, assieme al campo di volo Bluie West One di Narsarsuaq, ma oggi sono quasi esclusivamente delle depressioni nel terreno.
Brattahlíð possiede ancora alcuni dei migliori terreni della Groenlandia, data la sua posizione nella parte interna della punta dell'Eriksfjord, il quale la protegge dalle fredde acque artiche della costa esterna. Ospita un ostello della gioventù ed un piccolo negozio.

## Thing
Brattahlíð ha ospitato il primo Þing (parlamento), basato sull'islandese Althing. La sua esatta posizione resta sconosciuta. La scomparsa degli insediamenti norreni verso la fine del XV secolo continua a stupire gli storici, ma è probabilmente dovuta ad una combinazione del freddo dovuto ad una piccola era glaciale, dell'erosione del terreno, dell'abbandono da parte della Norvegia e degli scontri con gli Inuit che stavano migrando a sud.